# 3323 Turgenev
A 3323 Turgenev (ideiglenes jelöléssel 1979 SY9) a Naprendszer kisbolygóövében található aszteroida. Nyikolaj Sztyepanovics Csernih fedezte fel 1979. szeptember 22-én.